# Neue Mainbrücke Lohr
Die Neue Mainbrücke Lohr ist ein 417 Meter langes Bauwerk in Lohr am Main (Unterfranken). Die Straßenbrücke überspannt nördlich der Altstadt den Main und ist Teil der Staatsstraße 2435, die von Lohr über Wiesenfeld nach Karlstadt führt. 
Die 1975 eingeweihte Spannbetonbrücke ist in Grund- und Aufriss gekrümmt und hat als Bauwerkssystem in Längsrichtung den Durchlaufträger. Die Stützweiten betragen für die siebenfeldrige Straßenüberführung 38,1 m + 70,0 m + 110,0 m + 80,0 m + 2 × 42,0 m + 35,0 m, was eine Gesamtstützweite von 417,1 m ergibt. 
In Querrichtung ist der 13,5 m breite Überbau als einzelliger Hohlkastenquerschnitt mit einer gevouteten Bauhöhe ausgebildet. In Feldmitte der Stromöffnung beträgt die Konstruktionshöhe 3,0 m, ungefähr die Hälfte der Höhe über den Strompfeilern. Die Vorspannung besteht in Längsrichtung und Querrichtung aus internen Spanngliedern. 
Die Herstellung des Stromfeldes und der beiden anschließenden Vorlandfelder erfolgte im Freivorbau, die restlichen Brückenfelder wurden abschnittsweise mit einem Lehrgerüst betoniert.
Vom 11. Juli 2011 bis zum 27. Juli 2012 wurde die Brücke saniert. Dabei wurde die Fahrbahnbreite von 8,00 m auf 7,50 m verringert. Es entstanden zwei Fahrstreifen zu je 3,25 m und zwei Sicherheitsstreifen vor den Borden zu je 0,50 m sowie beidseits kombinierte Geh- und Radwege in einer jeweiligen Breite von 3,00 m.